# إم إيون-غو (منافسة ألعاب القوى)
إم إيون-غو (هانغل: 임은주) هي منافسة ألعاب القوى كورية جنوبية، ولدت في 5 مارس 1961.

## وصلات خارجية
- إم إيون-غو على موقع أوليمبيديا (الإنجليزية)